# Национальная школа администрации (Франция)
Национальная школа администрации (фр. École nationale d’Administration, ENA) — французское элитарное государственное учреждение в сфере высшего послевузовского образования и повышения квалификации в подчинении премьер-министра Франции, созданное в 1945 году генералом Де Голлем, чтобы «демократизировать» доступ к высшим должностям государственного аппарата. ЭНА входит в число так называемых высших школ (фр. Grandes Écoles) Франции. Выпускники ЭНА играли и играют центральную роль во французской политической деятельности и в истории Пятой Республики (два президента Республики, семь премьер-министров, многочисленные министры и т. д.).

## История
Национальная школа управления была создана сразу после окончания Второй мировой войны постановлением Временного правительства Французской республики, возглавляемого генералом де Голлем.
Подготовленный временной комиссией по реформе государственной администрации под руководством Мишеля Дебре, тогдашнего старшего мэтра (адвоката) Государственного совета Франции и Комиссара Республики в Алжире, в последующем первого (временного) директора ЭНА, сенатора, министра и премьер-министра Франции, ордонанс (постановление) № 45-2283 от 9 октября 1945 был призван перестроить и модернизировать французский административный аппарат, главным образом демократизируя набор высших государственных чиновников при помощи введения открытого конкурса как единственного способа доступа к государственной службе высшего уровня.

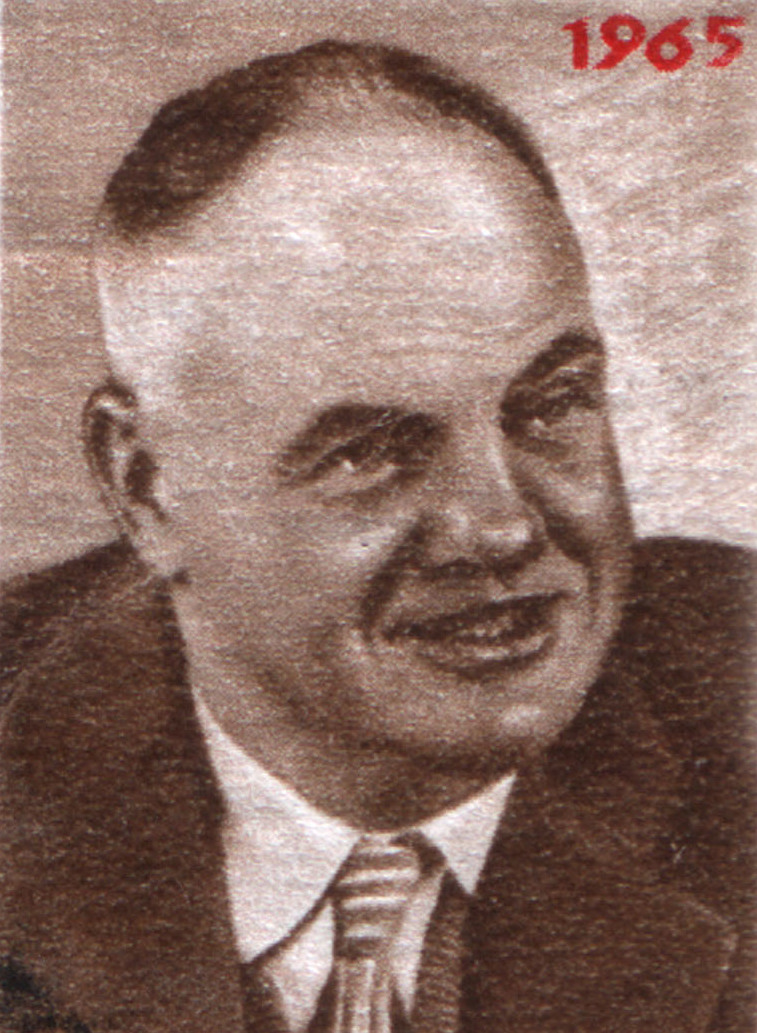
Торез, Морис

Однако вся тяжесть проведения в жизнь начатой деголлевской административной реформы и практической реализации решений по созданию ЭНА легла на видного деятеля компартии Франции Мориса Тореза, тогдашнего заместителя Председателя Совета (Вице-премьера правительства Четвёртой республики (1946—1947)), особенно после ухода в отставку генерала Де Голля с поста Председателя Совета 20 января 1946 года.
Очень быстро школа стала играть роль кузницы французского правящего класса и так называемой касты «энарков».
Затем ЭНА регулярно изменяла свою организационную структуру и программы образования, оставаясь верной принципам, заложенным административной реформой 1945 года генерала де Голля.

### Последние крупные этапы истории ЭНА
- 1982: создание направления непрерывного профессионального образования (повышения квалификации) в области государственного и общественного управления.
- 1990: создание конкурса, открытого для работников частного сектора и депутатов законодательных органов местного и регионального самоуправления (советов муниципального, департаментального и регионального уровней): именно этот так называемый «третий» конкурс, позволил значительно расширить кадровую базу набора в Школу.
- 1991: для реализации политики децентрализации органов государственной власти принято политическое решение о переводе основной штаб-квартиры ЭНА из Парижа в Страсбург. Реально процесс был принят в штыки, саботировался высшими чиновниками и его реализация растянулась почти на 15 лет.
- 2002: ЭНА объединяется с международным Институтом государственного управления (IIAP) и усиливает таким образом свою международную роль.
- 2004: основной вступительный конкурс открывается для кандидатов из стран Европейского союза.
- 2005: в ЭНА создаётся «европейский полюс» путём, на первом этапе, развития партнёрства со страсбургским Центром европейских исследований, который в 2009 году был структурно присоединён к ЭНА и стал европейским факультетом в 2010.
- обучение слушателей ЭНА, до 2005 года ещё частично разделённое между Парижем и Страсбургом, окончательно и полностью перенесено в региональную столицу Эльзаса. Прежнее здание на рю де Люниверситэ было передано Высшей школе политических наук Парижа. Однако ЭНА сохранила и по сей день за собой другое здание — напротив Люксембургского сада, официальное ставшее теперь «филиалом».
- 2006: реформа обучения в ЭНА с переходом на три обязательных тематических модуля («Европа», «Территории (местное самоуправление)», «Управление и менеджмент») и дополнительный модуль по выбору: Углубление знаний.
- 2009: создание в парижском филиале подготовительного факультета для «внешнего» конкурса поступления в ЭНА для молодёжи со скромным социальным происхождением; переход на обучение слушателей в течение 24 месяцев (вместо прежних 27); модернизация в направлении повышения профессионализации образования.[5]
- Задачи, управление и вопросы занятости в дирекции ЭНА уточнены декретом французского правительства № 2010—167 от 23 февраля 2010 года[6]

## Роль ЭНА во Франции и её сравнительное положение
ЭНА во Франции занимает особое место среди всех учреждений образования и повышения квалификации. Она входит в число так называемых высших школ (фр. Grandes Ecoles), где стоит на первом месте не столько по уровню образования (её явно превосходит в международном признании Политехническая школа), сколько по открываемым перспективам карьерного роста и жизненного успеха. Слушателей и выпускников школы называют «энарками» (фр. énarque) по аналогии с oligarque — олигарх.
Подавляющее большинство французских выпускников ЭНА (порядка шести тысяч с 1945 года) стали ведущими государственными политиками, руководителями французских институций, парламентариями, высшими чиновниками, дипломатами и членами международных организаций, судьями высших инстанций, адвокатами Государственного совета, административными и финансовыми контролёрами высшего ранга, руководителями и топ-менеджментом крупнейших государственных и международных фирм и банков, средств массовой информации и коммуникации. ЭНА дала Франции двух президентов, семь премьер-министров, большое число министров, префектов, сенаторов и депутатов Национального собрания.
Такое положение выпускников ЭНА в структуре французского государственного аппарата давно и регулярно подвергается жёсткой критике со стороны левых партий, высшие представители которых тем не менее сами относятся у так называемой касте «энарков», в том числе три первых секретаря Социалистической партии Франции и три бывших премьер-министра из числа социалистов.
Советским эквивалентами ЭНА можно было считать Академию общественных наук при ЦК КПСС, Дипломатическую академию МИД СССР или Академию народного хозяйства при Совете министров СССР вместе взятые. Современным российским эквивалентом ЭНА являются Российская академия народного хозяйства и государственной службы при Президенте Российской Федерации и Дипломатическая академия МИД РФ вместе взятые, белорусским же — Академия управления при Президенте Республики Беларусь.

## Правила отбора и виды отборочных конкурсов
Для поступления в ЭНА нужно сдавать вступительные экзамены. Ежегодно организуются три типа вступительных конкурсов для французских кандидатов и четвёртый (отдельный) — для иностранцев.
Конкурсные экзамены считаются сложными, и отсев на них весьма значителен. Только порядка 8 % от общего числа абитуриентов проходят по конкурсу на учёбу в ЭНА. Из них в 2009 году 40 процентных пунктов составляли женщины.

### «Внешний конкурс»
Так называемый «внешний конкурс» доступен для всех французских кандидатов, уже имеющих университетский диплом о неполном высшем образовании, эквивалентного уровню «Лисанс», который получается после 3 лет обучения в университете после предварительного окончания средней школы (лицея) и получения аттестата зрелости (французского бакалавриата).

### «Внутренний конкурс»
Так называемый «внутренний конкурс» к которому допускаются только кадровые чиновники государственной службы (на которую во Франции поступают тоже по конкурсу) со стажем практической работы не менее 4 лет.

### Третий конкурс
Так называемый «третий конкурс» открыт для кандидатов с опытом практической работы вне кадровой государственной службы (выборные депутаты местных законодательных органов власти и наёмные работники частного сектора)

### Конкурс для иностранцев
Конкурс для иностранцев открыт для иностранных кандидатов, кадровых сотрудников государственной службы, и, в некотором количестве, для иностранных студентов, готовящихся к государственной службе в своих странах.

### Количественные показатели наборов в ЭНА
С каждым годом размер годичного набора в ЭНА уменьшается. Это общее правило имеет тенденцию к сохранению и продолжению, о чём свидетельствуют заявления главы государства Николя Саркози о будущем государственной службы во Франции.
| Promotions                                  | Внешний конкурс | Внутренний конкурс | Третий конкурс | Всего кандидатов-французов | Конкурс для иностранцев | Итого |
| ------------------------------------------- | --------------- | ------------------ | -------------- | -------------------------- | ----------------------- | ----- |
| Выпуск имени Леопольда Седар Сенгора (2004) | 80              | 43                 | 13             | 136                        | 51                      | 187   |
| Выпуск имени Ромена Гари (2005)             | 61              | 46                 | 11             | 118                        | 47                      | 165   |
| Выпуск имени Симоны Вейль (2006)            | 50              | 42                 | 9              | 101                        | 39                      | 140   |
| Выпуск имени Республики (2007)              | 44              | 37                 | 9              | 90                         | 18                      | 108   |
| Выпуск имени Аристида Бриана (2008)         | 43              | 32                 | 8              | 83                         | 18                      | 101   |
| Выпуск имени Вилли Брандта (2009)           | 45              | 40                 | 8              | 93                         | 34                      | 127   |
| Выпуск имени Эмиля Золя (2010)              | 40              | 32                 | 8              | 80                         | 40                      | 120   |
| Выпуск имени Робера Бадентэра (2011)        | 40              | 33                 | 8              | 81                         | 25                      | 106   |
| Выпуск имени Жан-Жака Руссо (2012)          | 40              | 32                 | 8              | 80                         | 31                      | 111   |

## Особенности обучения и распределения

### Статус слушателей
Успешно сдав конкурсные экзамены, французские кандидаты, которые не состояли на французской государственной службе, зачисляются в кадровый состав чиновников. Таким образом, для французов как высших государственных чиновников карьерная цель считается достигнутой на 90 % не по окончании ЭНА, а с момента поступления.
Французские слушатели ЭНА не являются студентами в общепринятом понимании. Они уже в стенах школы выполняют обязанности чиновников, и годы учёбы в ЭНА засчитываются в стаж работы.

### Стоимость обучения и выплаты довольствия
Обучение в ЭНА бесплатно для слушателей и всю тяжесть расходов несёт государственный бюджет Франции (через бюджет ЭНА). Государственные затраты на обучение одного слушателя, хотя и снизившиеся примерно на 10 % в 2005—2006 годах, оценивались в 2006 году в 56.303 € за весь 27-месячный период или примерно 25 тысяч евро в год.
Для сравнения, расходы на обучение одного студента в год во французской системе высшего образования оценивались в 2005 году в среднем в 9.280 € (7.210 € на одного студента в университетах и 13.560 € на одного студента в год на подготовительных факультетах.
Слушателям ЭНА как государственным чиновникам выплачивается не стипендия, а денежное довольствие. Слушатели из «внешнего» конкурса получают денежное довольствие в размере 1370 евро «чистыми». Слушатели из «внутреннего» конкурса — 2100 евро «чистыми». При этом слушатели обязуются отработать на государственной службе не менее 10 лет. В противном случае, им придётся вернуть в казну выплаченное довольствие.

### Распределение на работу
От результатов дальнейшей учёбы в ЭНА зависит только конкретное распределение. По результатам учёбы и экзаменов в ЭНА в конце обучения составляется список по убыванию. У первых 15-20 слушателей имеется право выбора конкретного из пожизненных «Великих корпусов» чиновников французской государственной службы.

#### Корпуса высших государственных чиновников
Считается престижным следующий выбор по убыванию:
- Корпус инспекторов и контролёров Счётной палаты Франции (5 человек в 2009 году)
- Корпус инспекторов и контролёров Генеральной инспекции финансов (5 человек в 2009 году)
- Корпус адвокатов, докладчиков и советников Государственного совета (5 человек в 2009 году)
- Корпус инспекторов и контролёров Генеральной инспекции социальных вопросов (4 человека в 2009 году)
- Корпус инспекторов и контролёров Генеральной инспекции администрации (2 человека в 2009 году).
- Корпус советников по иностранным делам МИДа Франции
- Далее примерно половина ежегодного выпуска попадает в Корпус гражданских администраторов. Из них большая часть сразу попадает в «действующий резерв», одновременно переназначаясь в Префекторальный корпус. Другие назначаются в различные министерства и ведомства.
- Остальные выпускники назначаются в Административные трибуналы различных уровней или региональные Счётные палаты.
- Часть выпускников попадают в Корпус гражданских администраторов города Парижа (мэрия.

#### Статистика занятости выпускников ЭНА
- На 31 декабря 2007 года, насчитывалось 5.667 выпускников ЭНА, в том числе 4.531 — продолжающих заниматься активной профессиональной деятельностью (80 %) и 1.136 на пенсии (20 %).
- Из профессионально активных выпускников 68 процентных пунктов состояло на государственной службе: в министерствах, административных и финансовых судах различных инстанций, инспекциях и региональных государственных органах управления и власти.
- Один процентный пункт профессионально активных выпускников занимал выборные должности на национальном (всефранцузском) уровне.
- Из 31 процентного пункта профессионально активных выпускников, работавших вне государственного аппарата, 22 процентных пункта приходилось на государственные и частные предприятия, а 9 процентных пунктов — на общественные организации, аппараты органов местного самоуправления, международные организации, профессиональные федерации и ассоциации[12].

#### Домашние тапочки
Из арго слушателей Политехнической школы), в жаргон ЭНА пришло и прочно там закрепилось насмешливо-презрительное (а иногда и завистливое) выражение «надеть домашние тапочки» (фр. pantoufles, pantoufler, pantouflage, pantouflards). Дело в том, что «иксы» (по жаргонному названию Политехнической школы, фр. l'X) являются военнослужащими. О тех из них кто, идёт на кадровую военную службу после окончания ВУЗа, говорят, что они надевают сапоги. Те же, кто от кадровой воинской службы уклоняются, считаются «надевшими домашние тапочки».
По аналогии, в ЭНА «надевшими домашние тапочки» считаются выпускники, которые сознательно не пошли на государственную службу или ушли с неё ранее положенных 10 лет обязательной отработки. Однако за право носить «домашние тапочки» надо платить и довольно дорого.
Стоимость «домашних тапок» (фр. pantoufles) в ЭНА варьирует между 50-60 тысячами евро, в зависимости от количества неотработанных лет, которые надо возмещать в государственную казну. Если раньше эту сумму в основном оплачивали частные предприятия, банки и фирмы, переманивавшие выпускников ЭНА, то сейчас это должны делать выпускники из своего кармана.

## Программы обучения в ЭНА
Новый формат обучения, введённый с 1 января 2006 года, заменил прежний 27-месячный курс и предполагает теперь 24-месячную программу, в которой периоды «школьного» обучения регулярно сменяются на межминистерские стажировки.

### Основные учебные модули
Основное обучение в ЭНА делится на три модуля:
- Модуль «Европа» — 7 месяцев, включая 17 недель стажировки в европейских институциях и международных организациях.
- Модуль «Территориальное управление» — 8 месяцев совместного обучения со слушателями Национального института изучения территорий, включая 22 недели стажировки во французских префектурах (децентрализованных учреждениях государственного управления в регионах — более мелком российском эквиваленте представительств президента России в административных округах) или в центральном аппарате французской системы территориального управления;
- Модуль «Публичное (государственно-общественное) управление и менеджмент» — 6 месяцев, включая 10 недель стажировки на государственных промышленных предприятиях и ещё 4 недели стажировки в центральном аппарате французской системы централизованного управления;

### Дополнительный учебный модуль
- Модуль по выбору — для углубления знаний проводится 3-месячная совместная работа слушателей группами по 5-6 человек по типу учебной «игры» с целью поставить их в автономные условия, максимально приближенные к реальной административной деятельности.

## Международное сотрудничество
ЭНА исторически вела активную международную деятельность и участвовала в подготовке кадров для государственной службы многих стран, начиная с 1949 года, то есть уже на пятом году своего существования.
К настоящему моменту обучение в ЭНА по различным программам подготовки прошло более трёх тысяч слушателей из 120 стран мира.
Для иностранных слушателей были открыты следующие три основные возможности обучения в ЭНА:

### Полный французский курс
Получение полного курса подготовки по программе французских слушателей (27 месяцев) — с 1950 по 1980 годы и только для иностранцев с двойным французским гражданством.
Выходцы из СССР и стран соцлагеря никогда не учились по этой программе.

### Продлённый курс для иностранцев
Получение курса подготовки по удлинённой программе для иностранцев (16-17 месяцев) — Cycle international long (CIL) — с 1991 года открыт доступ для иностранцев-выходцев из бывшего СССР и стран бывшего блока Варшавского договора.
Он отличался от полного французского 27-месячного курса только сокращёнными сроками практических стажировок перед началом обучения. Французские слушатели проходили две предварительные стажировки по 6 месяцев. Иностранные — одну трёхмесячную территориальную стажировку в префектурах в различных регионах Франции.
Дальнейшая совместная программа обучения в ЭНА была одинаковой. Каждый набор удлинённого курса для иностранцев организационно «привязан» к определенному году выпуска.
Раньше иностранцы заканчивали обучение в декабре — в конце календарного года, а французские слушатели, уже после окончания программы обучения, занимались организационной подготовкой к распределению на государственную службу ещё два месяца в начале следующего календарного года. В результате появлялся виртуальный разрыв на год между иностранными и французскими слушателями одного и того же выпуска.
Иностранные слушатели, прошедшие продлённый курс обучения, успешно сдавшие экзамены и набравшие не ниже требуемого количества баллов, получали международный диплом по государственному управлению, которому было трудно найти международно признанный эквивалент.
В последние годы произошли некоторые изменения в правилах поступления и документах о полученном образовании.
Теперь иностранные кандидаты на поступление в ЭНА проходят письменное и устное тестирование в посольствах Франции в их странах. Среди основных требований к кандидату помимо наличия диплома о высшем образовании присутствуют отличное владение французским языком, хорошее знание политического и административного устройства Франции основных экономических и социальных показателей по Франции и странам Европы.
В настоящее время по окончании продлённого курса иностранным слушателям выдаются дипломы магистров (МBA по общепризнанной классификации). Снизилась также разница между полным французским (24 месяца) и продлённым иностранным (17-18 месяцев) курсами обучения.

### Сокращённый курс для иностранцев
Получение курса профессиональной переподготовки по сокращенной программе для иностранцев (9 месяцев) — Cycle international court (CIC), включающий 6 месяцев учёбы и 9 недель стажировок.
По окончании курса они получали не диплом, а сертификат о повышении квалификации.

### Иные курсы в ЭНА для иностранцев
- Международный цикл по государственному управлению (CIАР) продолжительностью 6 месяцев
- Специальные международные циклы по государственному управлению от 2-х до 6-ти недель (CISAP).

### Стипендии для иностранцев
Российские слушатели во время обучения в получают стипендии ЭНА.
Официальное название стипендий Национальной школы управления:
- Международные циклы Национальной школы управления (Enа)
- Международные циклы по Государственному Управлению (Cisap)

## Полный список выпусков ЭНА с 1945 года
Каждый выпуск ЭНА выбирает себе имя. Обычно это происходит после окончания первого года практических стажировок слушателей в государственных учреждениях, компаниях и за границей и перед началом второго года обучения уже в стенах школы.
- Выпуск имени Поля-Эмиля Виктора (2024—2026)
- Выпуск имени Жозефины Бейкер (2024)
- Выпуск имени Гийома Аполлинера (2023)
- Выпуск имени Жермен Тийон (2022)
- Выпуск имени Эме Сезера (2021)
- Выпуск имени Ханны Арендт (2020)
- Выпуск имени Мольера (2019)
- Выпуск имени Жоржа Клемансо (2018)
- Выпуск имени Луизы Вайс (2017)
- Выпуск имени Джорджа Оруэлла (2016)
- Выпуск имени Уинстона Черчилля (2015)
- Выпуск имени Жана де Лафонтена (2014)
- Выпуск имени Жана Зе (2013)
- Выпуск имени Марии Склодовской-Кюри (2012)
- Выпуск имени Жан-Жака Руссо (2010—2011)
- Выпуск имени Робера Бадентэра (2009—2011)
- Выпуск имени Эмиля Золя (2010)[17]
- Выпуск имени Вилли Брандта (2009)
- Выпуск имени Аристида Бриана (2008)
- Выпуск имени Республики (2007)
- Выпуск имени Симоны Вейль (2006)
- Выпуск имени Ромена Гари (2005)
- Выпуск имени Леопольда Седар Сенгора (2004)
- Выпуск имени Рене Кассена (2003)
- Выпуск имени Коперника (2002)
- Выпуск имени Нельсона Манделы (2001)
- Выпуск имени Аверроэс (2000)
- Выпуск имени Сирано де Бержерака (1999)
- Выпуск имени Вальми (1998)
- Выпуск имени Марка Блока (1997)
- Выпуск имени Виктора Шэльшера (1996)
- Выпуск имени Рене Шара (1995)
- Выпуск имени Антуана де Сент-Экзюпери (1994)
- Выпуск имени Леона Гамбетта (1993)
- Выпуск имени Кондорсе (1992)
- Выпуск имени Виктора Гюго (1991)
- Выпуск имени Жана Монне (1990)
- Выпуск имени «Свободы, равенства, братства» (1989)
- Выпуск имени Мишеля де Монтеня (1988)
- Выпуск имени Фернана Бродэля (1987)
- Выпуск имени Дени Дидро (1986)
- Выпуск имени Леонардо да Винчи (1985)
- Выпуск имени Луизы Мишель (1984)
- Выпуск имени Солидарности (1983)
- Выпуск имени Анри-Франсуа д’Агессо (1982)
- Выпуск имени Прав человека (1981)
- Выпуск имени Вольтера (1980)
- Выпуск имени Мишеля де л’Опиталь (1979)
- Выпуск имени Пьера Мендес-Франса (1978)
- Выпуск имени Андрэ Мальро (1977)
- Выпуск имени Герники (1976)
- Выпуск имени Леона Блюма (1975)
- Выпуск имени Симоны Вейль (1974)
- Выпуск имени Франсуа Рабле (1973)
- Выпуск имени Шарля де Голля (1972)
- Выпуск имени Томаса Мора (1971)
- Выпуск имени Робеспьера (1970)
- Выпуск имени Жана Жореса (1969)
- Выпуск имени Тюрго (1968)
- Выпуск имени Марселя Пруста (1967)
- Выпуск имени Монтескьё (1966)
- Выпуск имени Стендаля (1965)
- Выпуск имени Блеза Паскаля (1964)
- Выпуск имени Сен-Жюста (1963)
- Выпуск имени Альбера Камю (1962)
- Выпуск имени Лазара Карно (1961)
- Выпуск имени Алексиса де Токвиля (1960)
- Выпуск имени Вобана (1959)
- Выпуск имени 18 июня (1958)
- Выпуск имени Французской Африки (1957)
- Выпуск имени Ги Дебоса (1956)
- Выпуск имени Альбера Тома (1955)
- Выпуск имени Феликса Эбуйе (1954)
- Выпуск имени Поля Камбона (1953)
- Выпуск имени Жана Жироду (1952)
- Выпуск имени Европы (1951)
- Выпуск имени 48 (1950)
- Выпуск имени Организации Объединённых Наций (1949)
- Выпуск имени Жана Мулена (1949 бис)
- Выпуск имени Французского Союза (1948)
- Выпуск имени Лотарингского креста (1948 бис)
- Выпуск имени Сражающейся Франции (1947)

## Организационный статус, бюджет и руководство ЭНА

### Статус ЭНА
ЭНА является французским государственным заведением административного характера под прямой юрисдикцией Премьер-министра Франции, практически осуществляемой от его имени и по поручению Главным управлением администрации и государственной службы.

### Бюджет ЭНА
Годовой бюджет ЭНА составлял в 2006 году 41,7 миллионов евро. В 2009 году он вырос до 45 миллионов евро, при этом прямое государственное финансирование составило 31,6 миллионов евро, то есть оно снизилось с 74 % в 2006 году до 70,15 % в 2009 году.
Отвечая своей исходной задаче демократизации доступа к государственной службе, поставленной ещё генералом Де Голлем в 1945 году, ЭНА отводит четверть своего годового бюджета выплате денежного содержания кандидатам на «внутренний конкурс» (183 слушателя подготовительных отделений в 2007 году) и частичного финансирования двенадцати центров подготовки к государственным конкурсам.

### Руководство Школы
Председателем административного совета ЭНА по должности является вице-президент Государственного совета. С 3 октября 2006 года им является Жан-Марк Сове.
Повседневное руководство осуществляется директором ЭНА, который назначается на заведании Совета министров (правительства) Франции декретом президента Республики по представлению премьер-министра.
Полный список директоров ЭНА:
| - Мишель Дебре (1945) - Анри Бурдо де Фонтене (1945—1963) - Франсуа Газье (1963—1969) - Пьер Расин (1969—1975) - Пьер-Луи Блан (1975—1982) | - Симон Нора (1982—1986) - Роже Фару (1986—1988) - Рёне Лёнуар (1988—1992) - Жан Кусиру (1992—1995) - Реймон-Франсуа ле Брис (1995—2000) | - Мари-Франсуаза Бештель (2000—2002) - Антуан Дюрлеман (2002—2007) - Бернар Буко (2 августа 2007—2012) - Натали Луазо (2012—2017) - Патрик Жерар (с 2017) |

## 65 лет ЭНА во французской столице
Оба прежних парижских комплекса зданий ЭНА — на улице Святых Отцов (рю де Сен-Пэр) и на улице Университета (рю де л’Юниверсите) — в настоящее время занимаются Институтом политических наук Парижа (французским эквивалентом МГИМО), который часто поставляет кадры для поступления в ЭНА.
На самом первом этапе своего существования ЭНА располагалась во Дворце де ля Мейрэ (l’Hôtel de La Meilleraye) в № 56 по рю де Сен-Пэр, который в 1945 году был национализирован в пользу Национального фонда политических наук. Тем не менее, там прошли обучение первые 34 выпуска ЭНА (с выпуска имени Франции сопротивления 1947-го года до выпуска имени Пьера Мендес-Франса 1978-го года).
Дворец де Фейдо де Бру (L’hôtel de Feydeau de Brou), расположенный в № 13 по рю де л’Юниверсите в седьмом округе Парижа, занимался Гидрографической и океанографической службой ВМС Франции до 1971 года, когда она была переведена в город Брест в регионе Бретань. После чего дворец подвергся капитальному ремонту и в 1978 году туда переехала ЭНА. Слушатели выпуска имени Мишеля де л’Опиталь 1979-го года стали первыми выпускниками, вышедшими из стен этого нового здания ЭНА.
В 1991 году, в рамках политики децентрализации органов государственной власти принято принципиальное политическое решение о переводе основной штаб-квартиры ЭНА из Парижа в Страсбург. Процесс был принят в штыки и саботировался не только высшими чиновниками касты «энарков», но и простыми сотрудниками, не желавшими покидать французскую столицу и переселяться в провинциальный Страсбург. Обучение слушателей ЭНА, во многом разделённое между Парижем и Страсбургом (не в пользу последнего), было окончательно перенесено в региональную столицу Эльзаса не раньше 2005 года, то есть почти через 15 лет после принятия решения.
Прежнее здание ЭНА на рю де л’Юниверсите в седьмом округе Парижа было в 2007 году передано Национальному фонду политических наук и получило нынешнее своё название: «Здание Рене Реймона» («Bâtiment fr:René Rémond»)
Однако ещё в 2002 году ЭНА уже административно и структурно поглотила Международный институт государственного управления (IIAP) (бывшую Национальную школу заморских территорий) и заняла его здание в № 2 по авеню де л’Обсерватуар, официальное ставшее теперь парижским филиалом в шестом округе Парижа, рядом с Люксембургским садом.

## Фотогалереи ЭНА

### Старое здание ЭНА в Париже (1978—2005)
С 1978 по 2005 годы Эна размещалась во Дворце де Фейдо де Бру (L’hôtel de Feydeau de Brou), расположенный в № 13 по рю де л’Юниверсите в седьмом округе Парижа

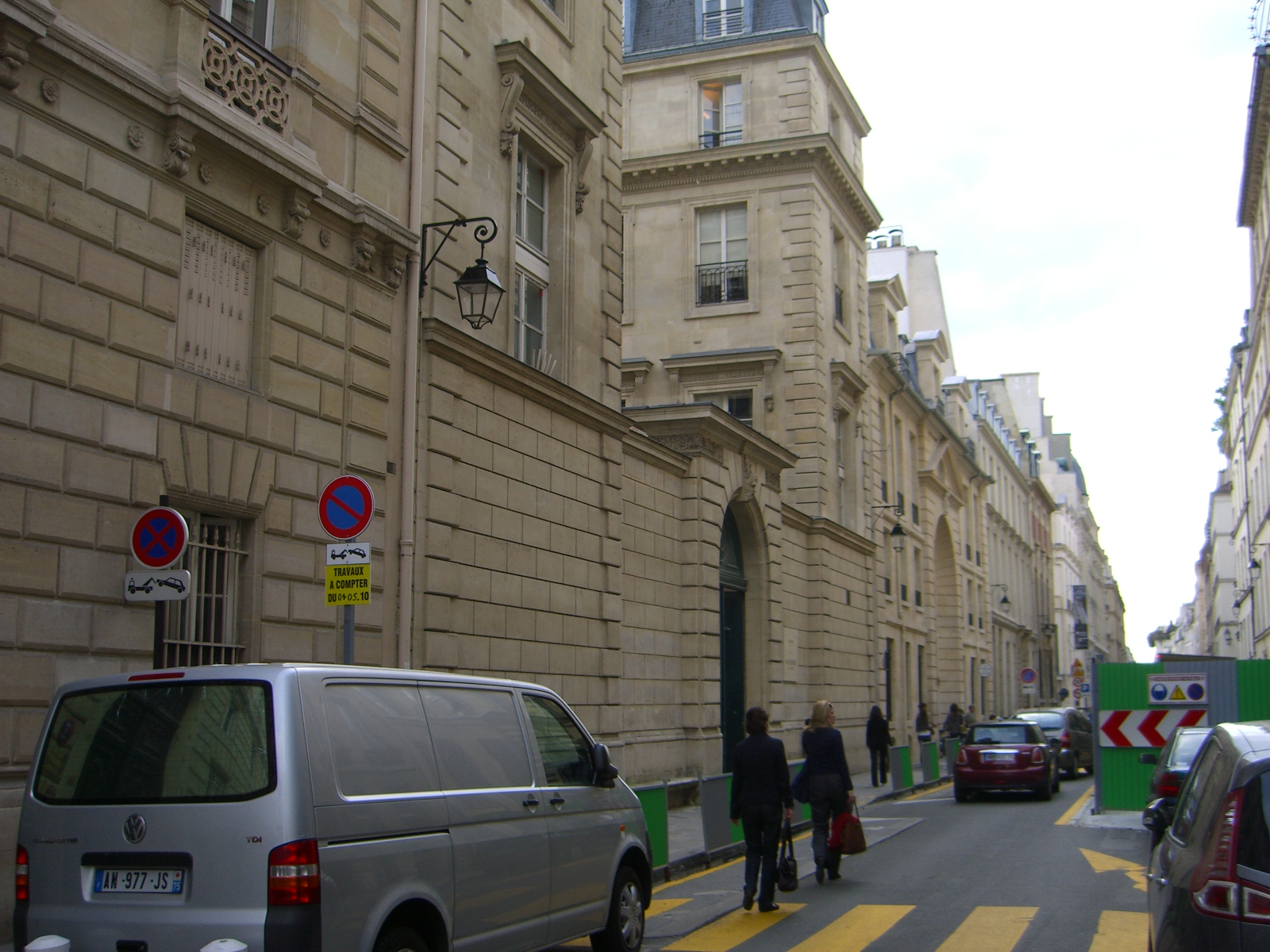
Старое здание ЭНА на рю де л'Юниверсите в седьмом округе Парижа
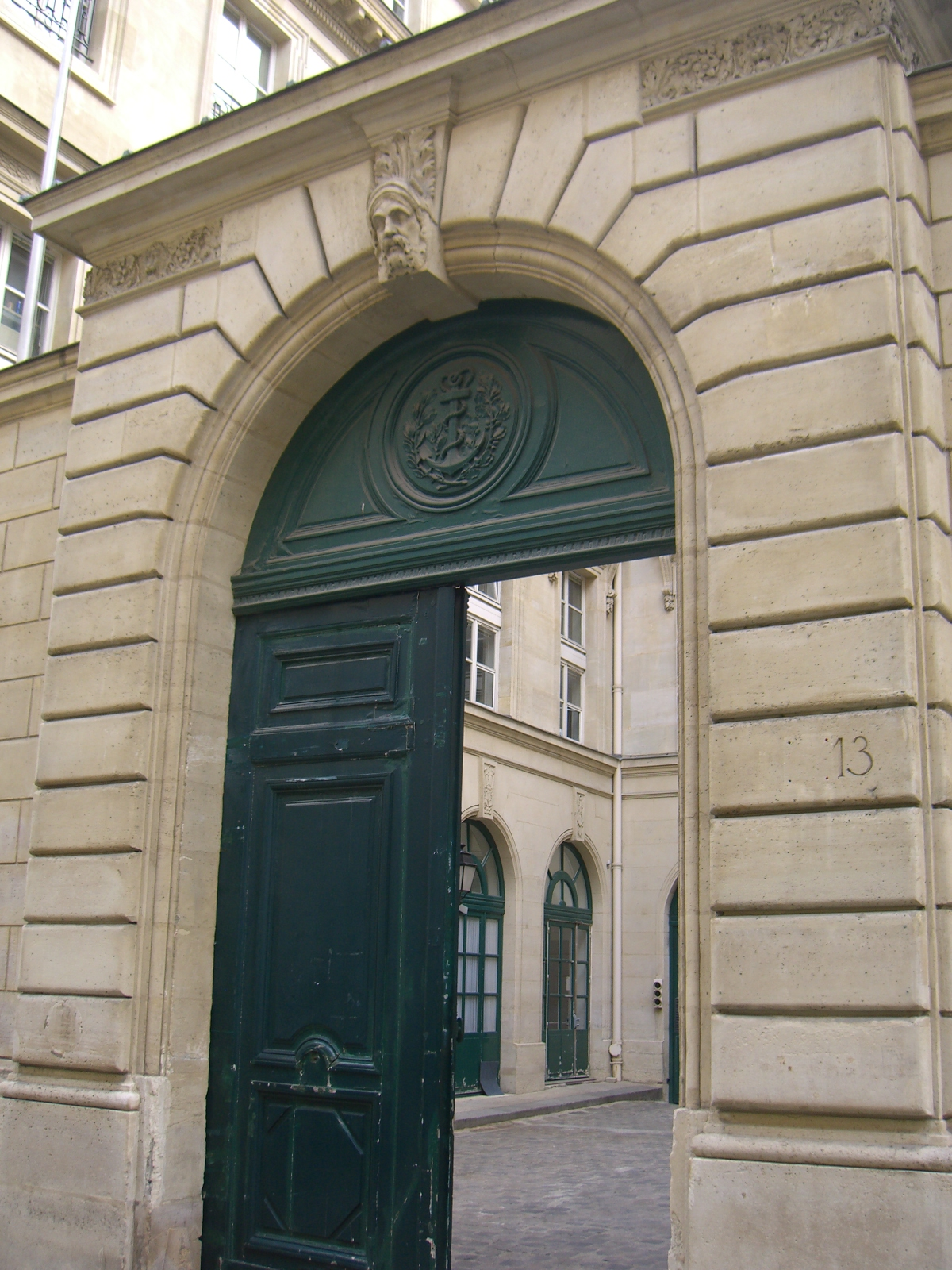
Главный вход в старое здание ЭНА в Париже - №13 по рю де л'Юниверсите в седьмом округе Парижа
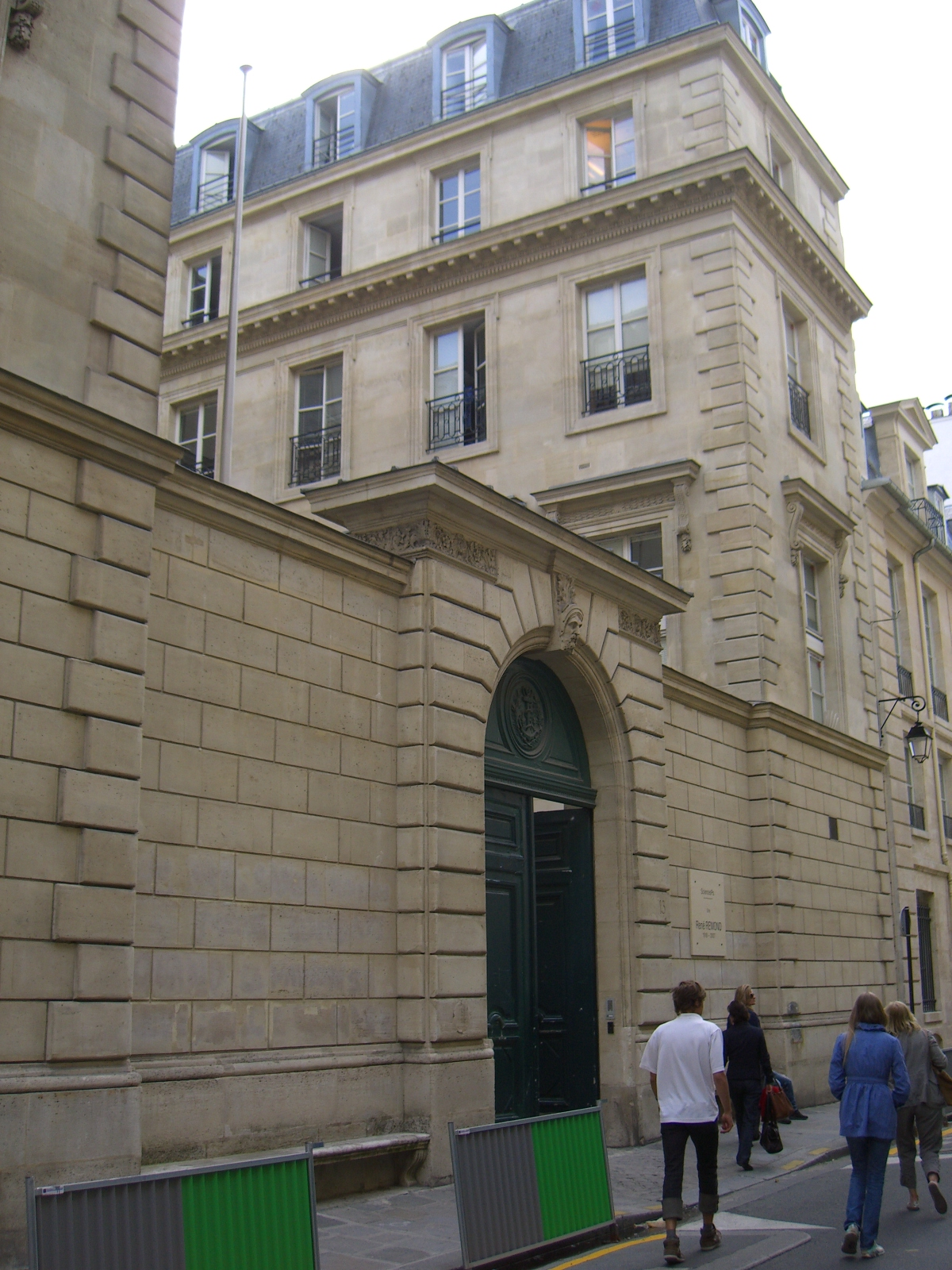
Старое здание ЭНА на рю де л'Юниверсите в седьмом округе Парижа
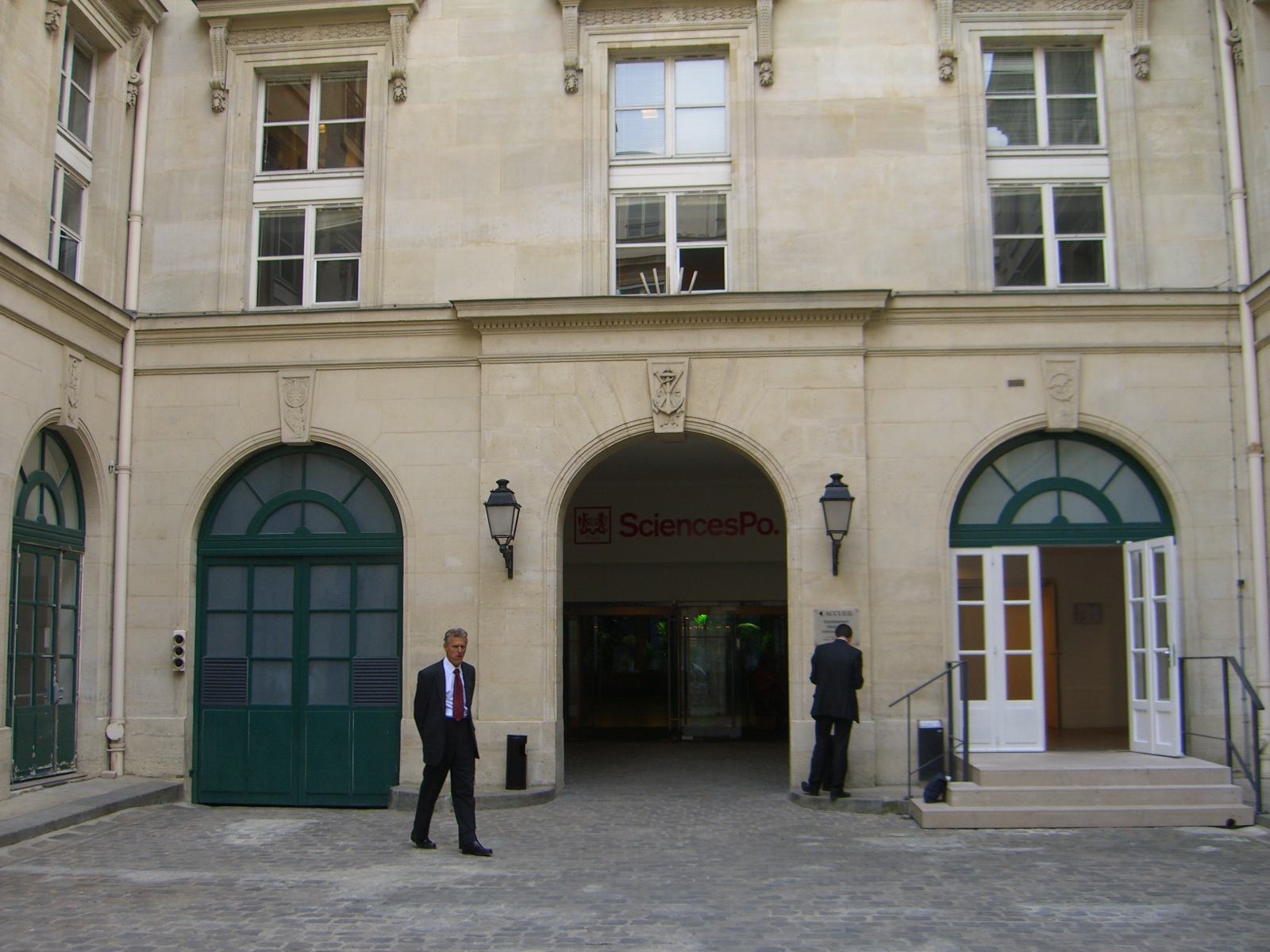
Старое здание ЭНА на рю де л'Юниверсите в седьмом округе Парижа

### Новое здание ЭНА в Париже (2002 — по настоящее время)
Нынешний парижский филиал ЭНА располагается по адресу: 2 avenue de l’Observatoire, 75272 Paris Cedex 06

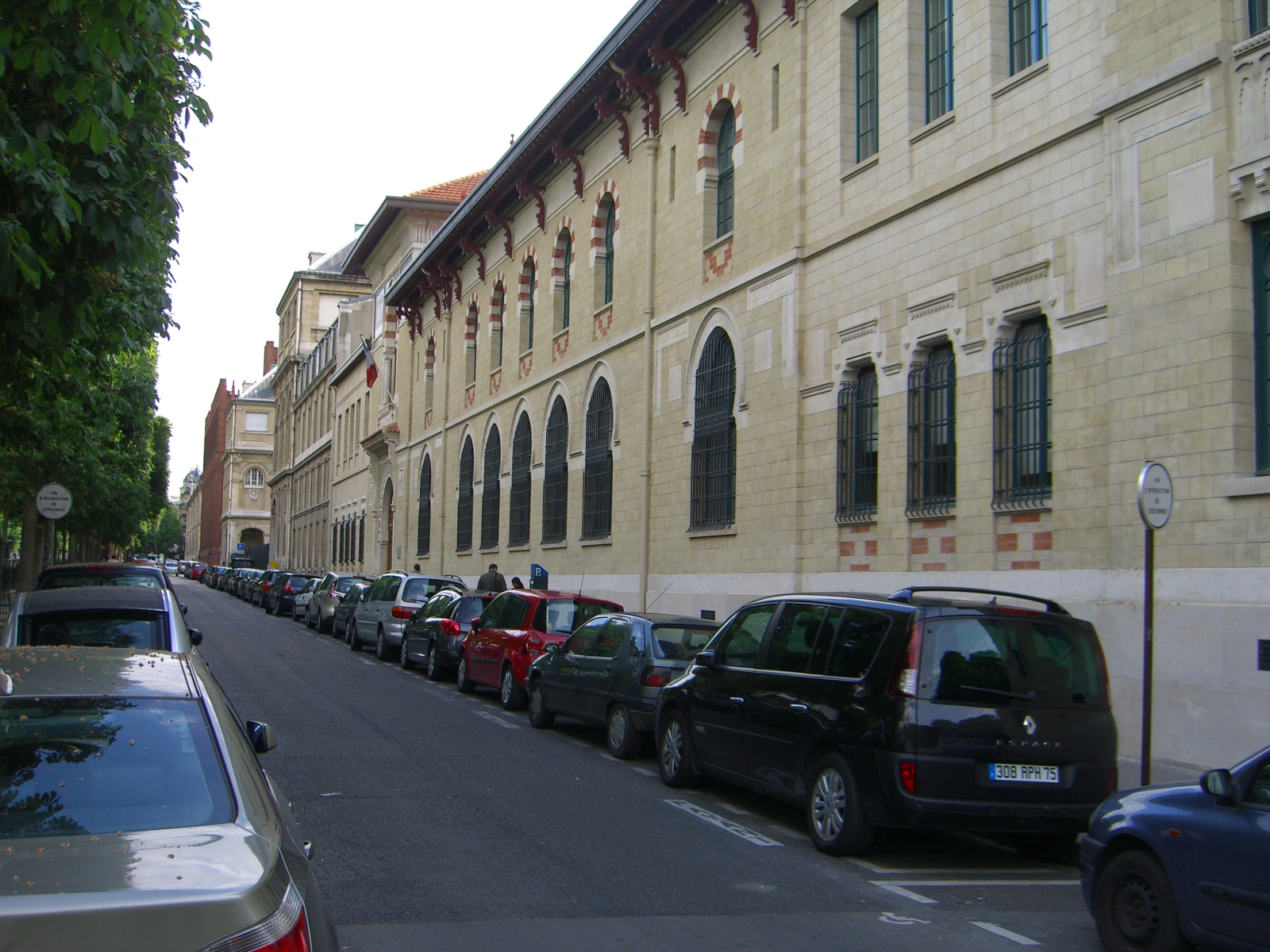
Современное здание ЭНА в Париже на авеню де л'Обсерватуар, рядом с Люксембургским садом летом
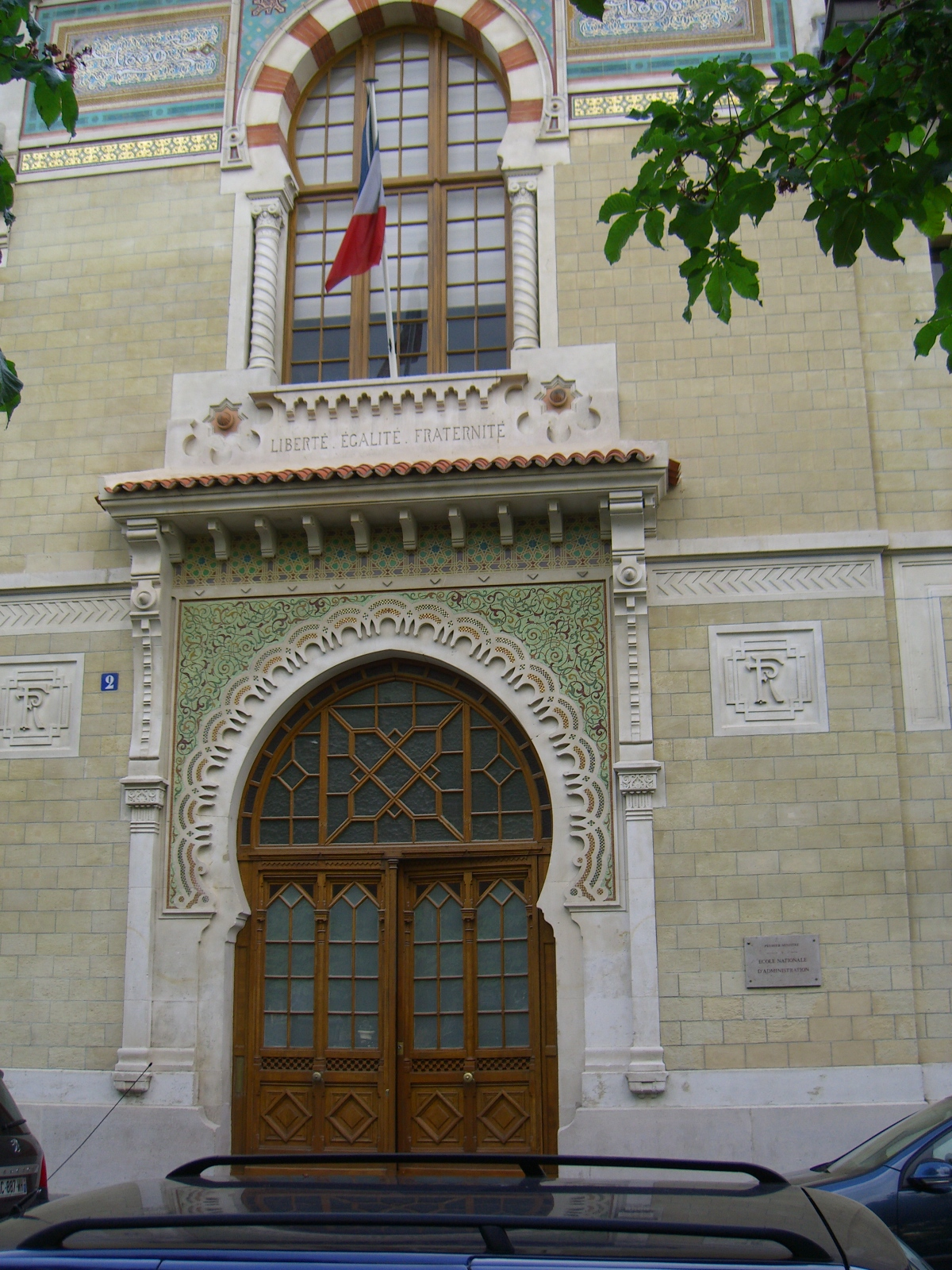
Главный вход в современное здание ЭНА в Париже
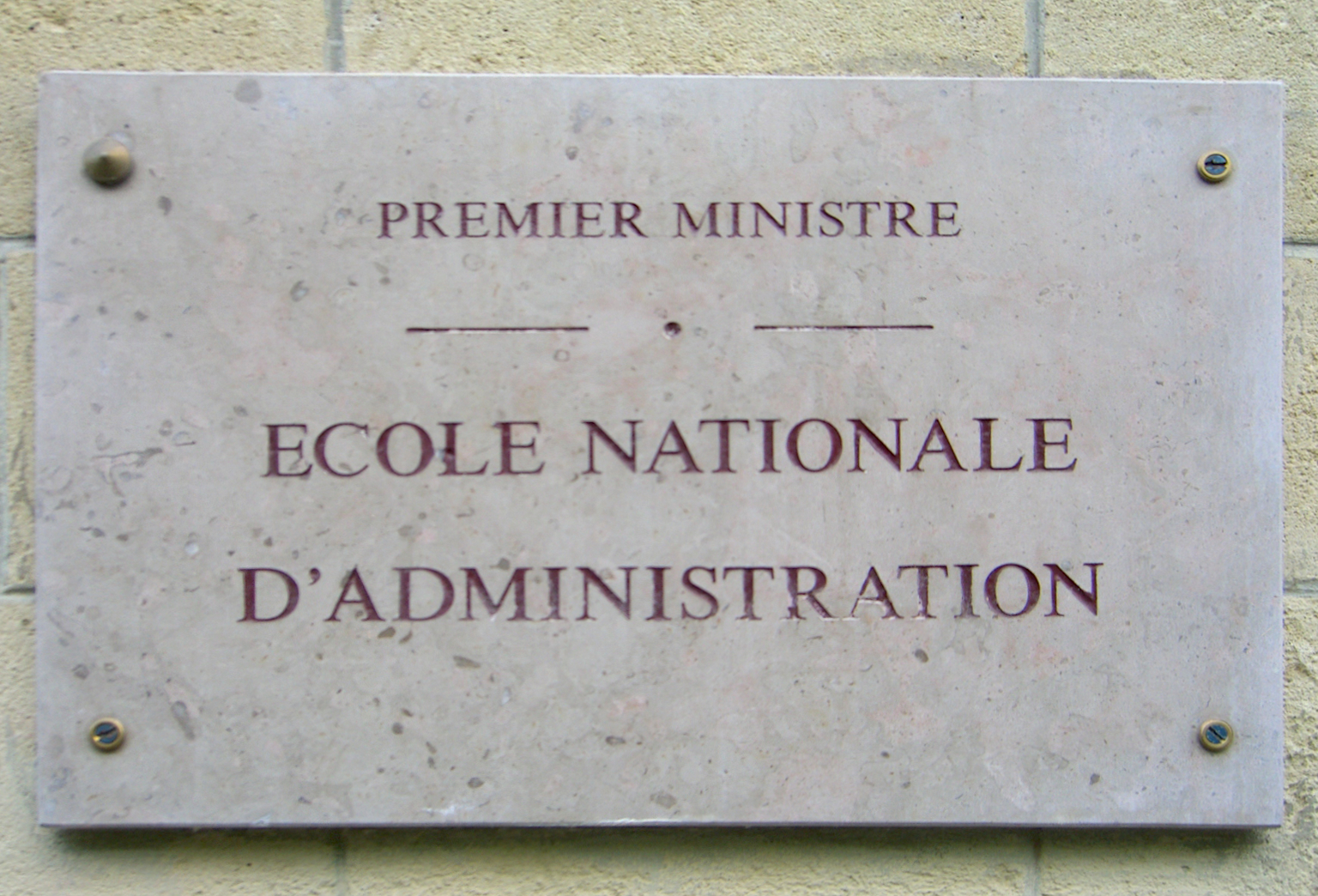
Мраморная табличка на входе в современно здание ЭНА в Париже
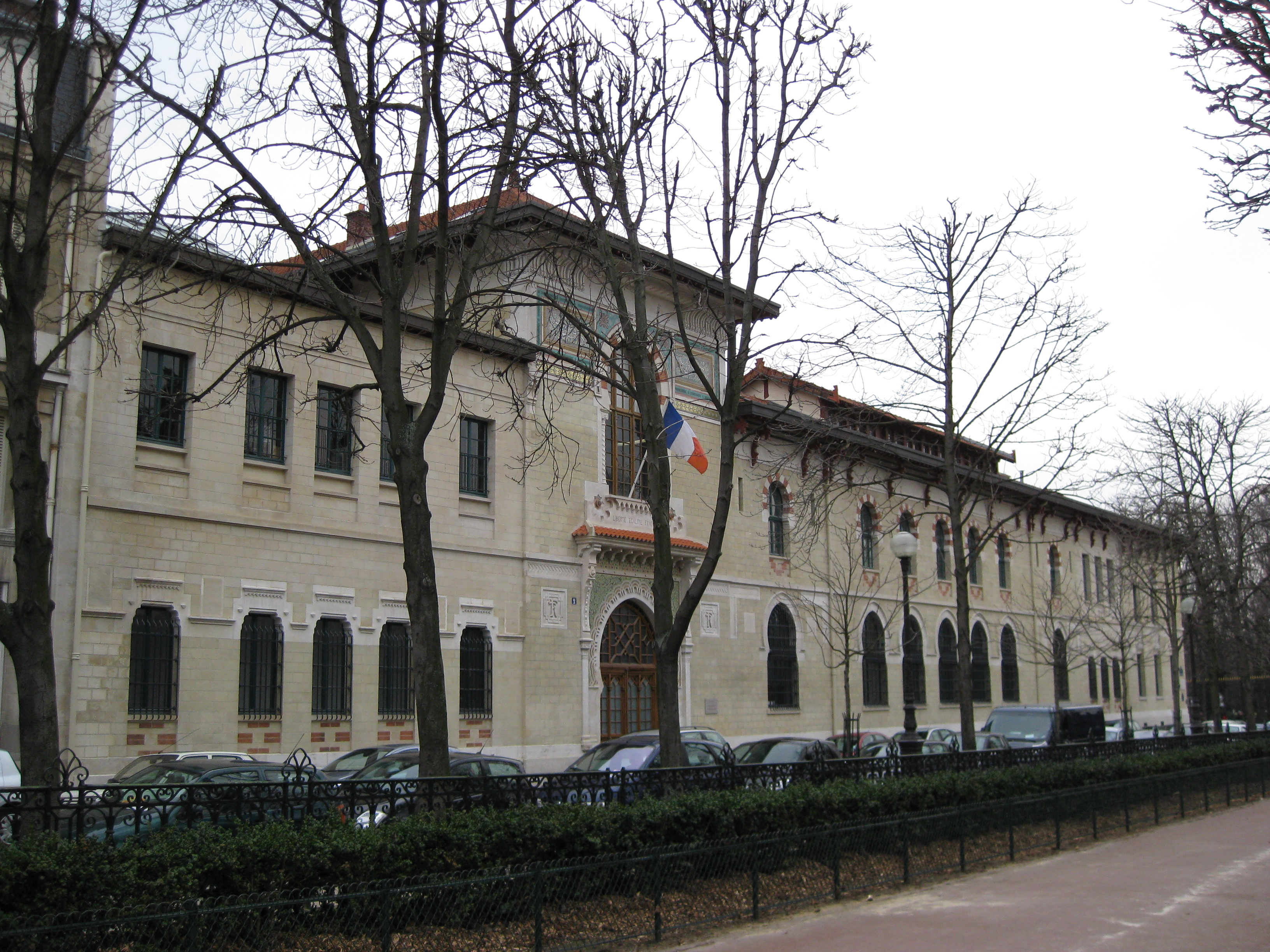
Современное здание ЭНА в Париже зимой
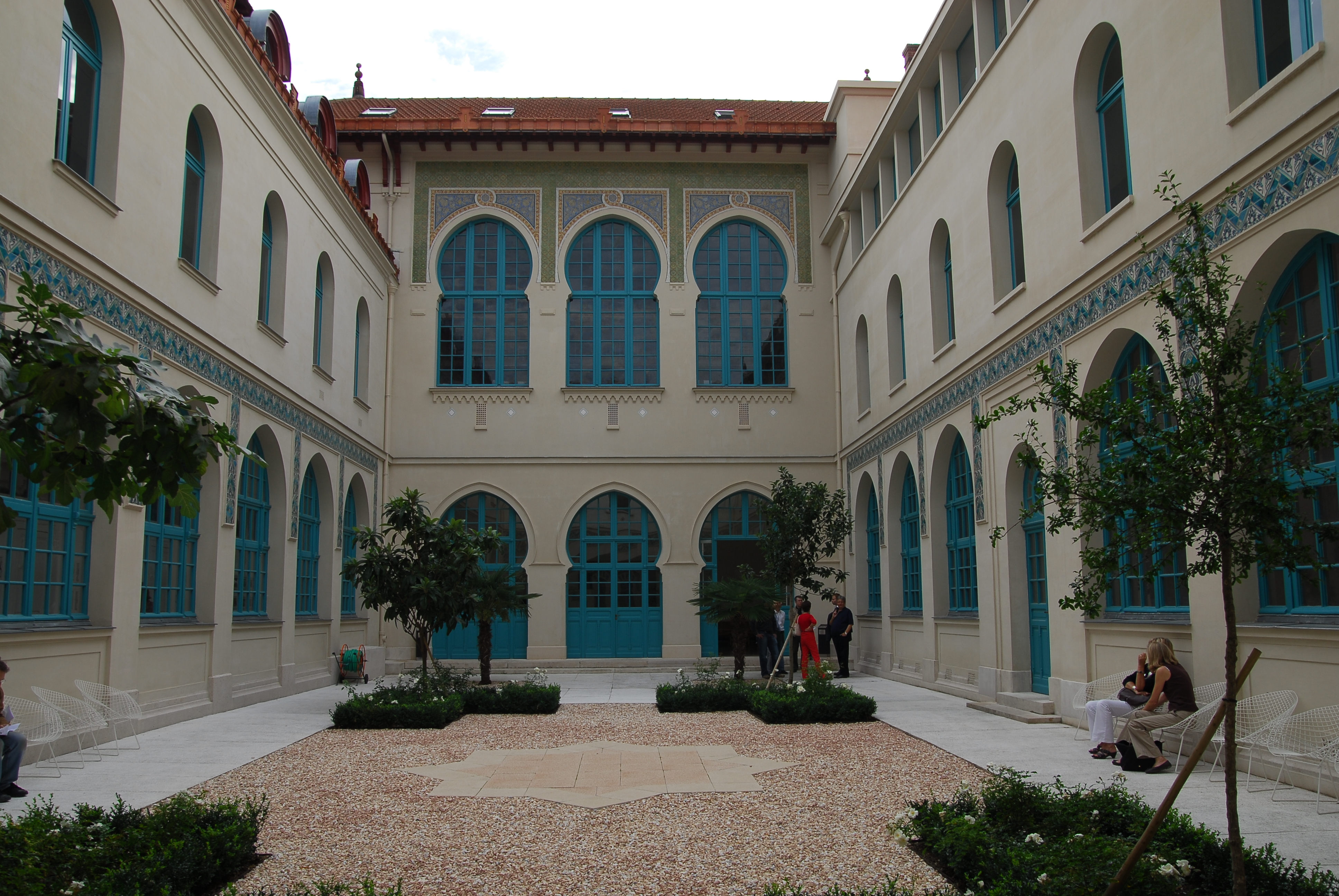
Внутренний дворик ЭНА в Париже
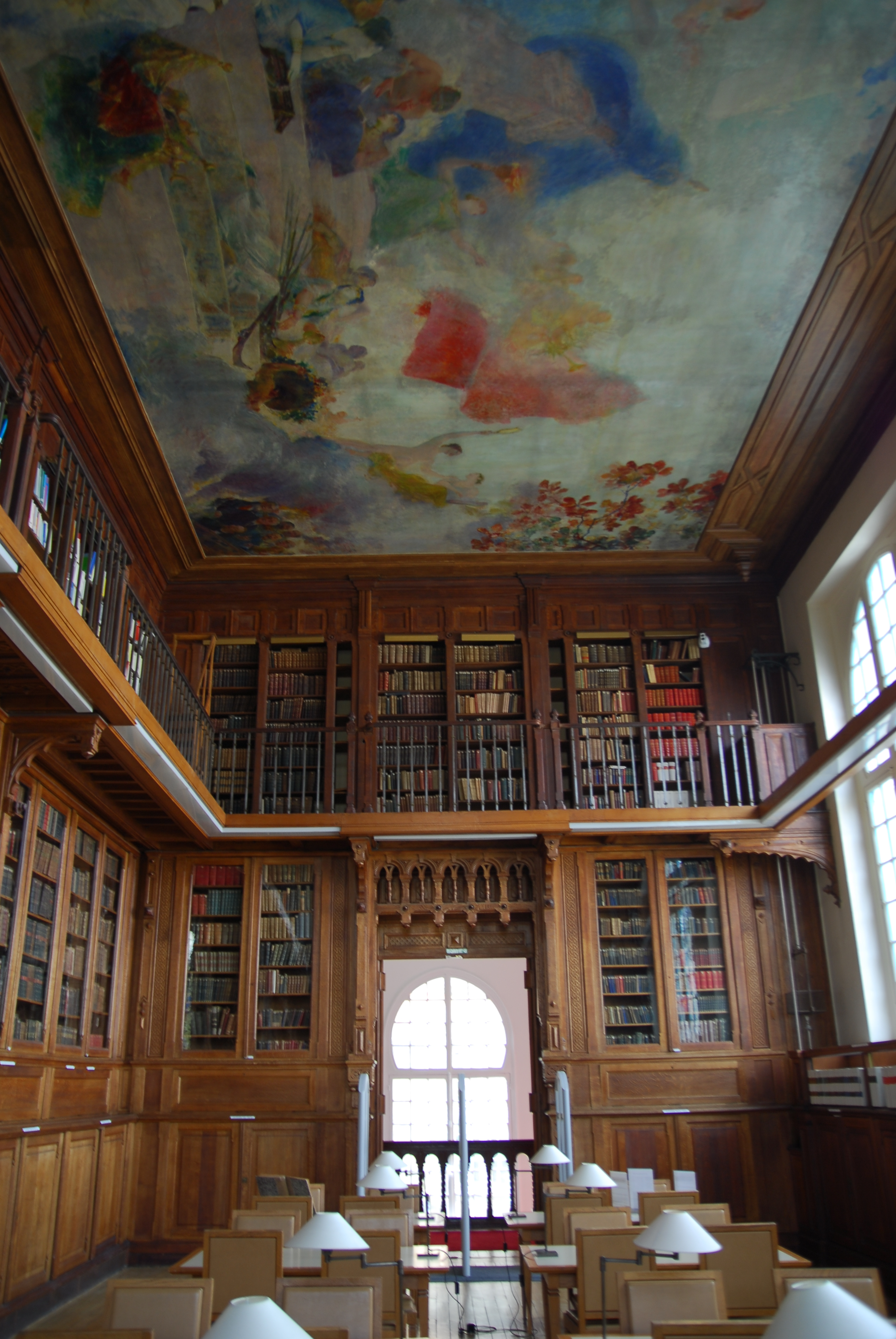
Библиотека в здании ЭНА в Париже

### Основное здание ЭНА в Страсбурге
Штаб-квартира ЭНА располагается в Страсбурге по адресу: 1 rue Sainte-Marguerite, 67080 Strasbourg Cedex

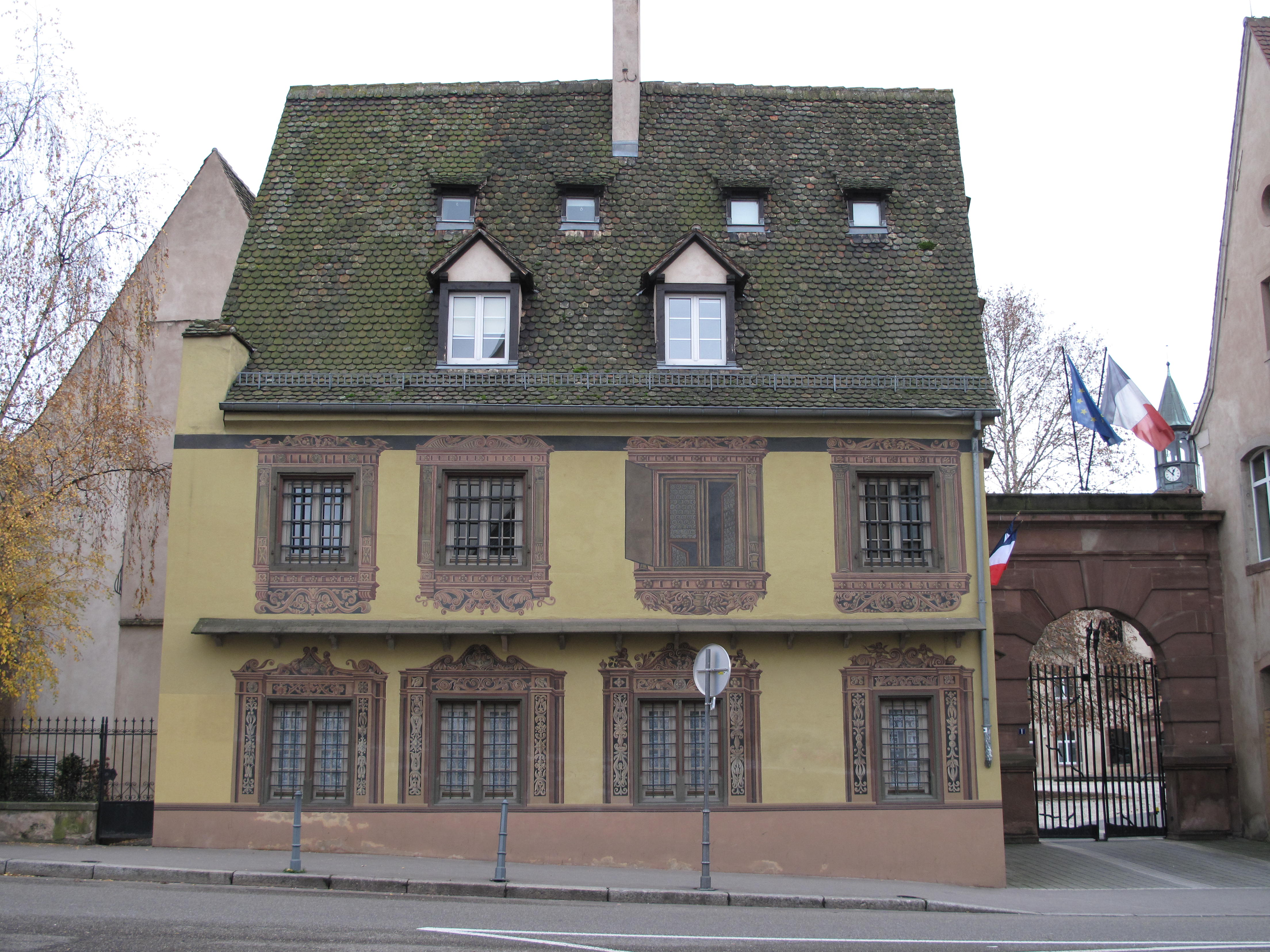
ЭНА в Страсбурге
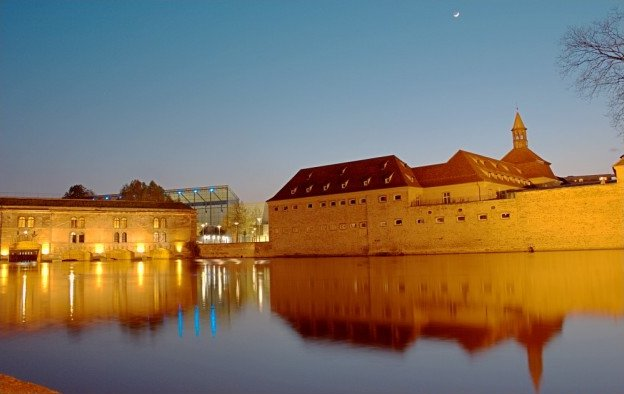
ЭНА в Страсбурге
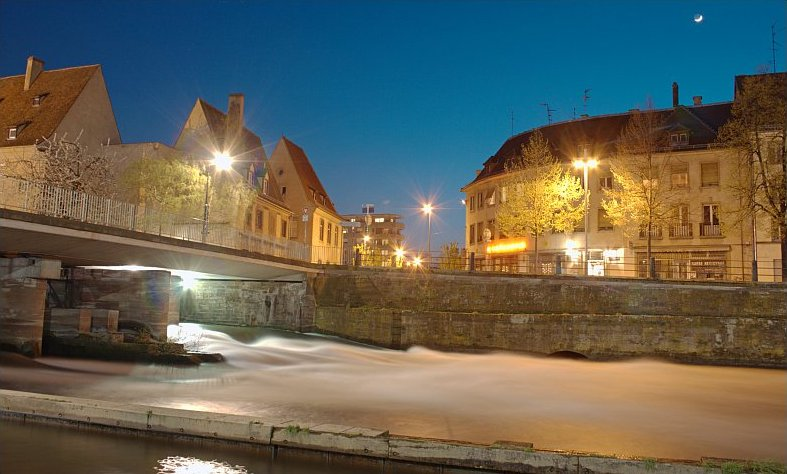
ЭНА в Страсбурге
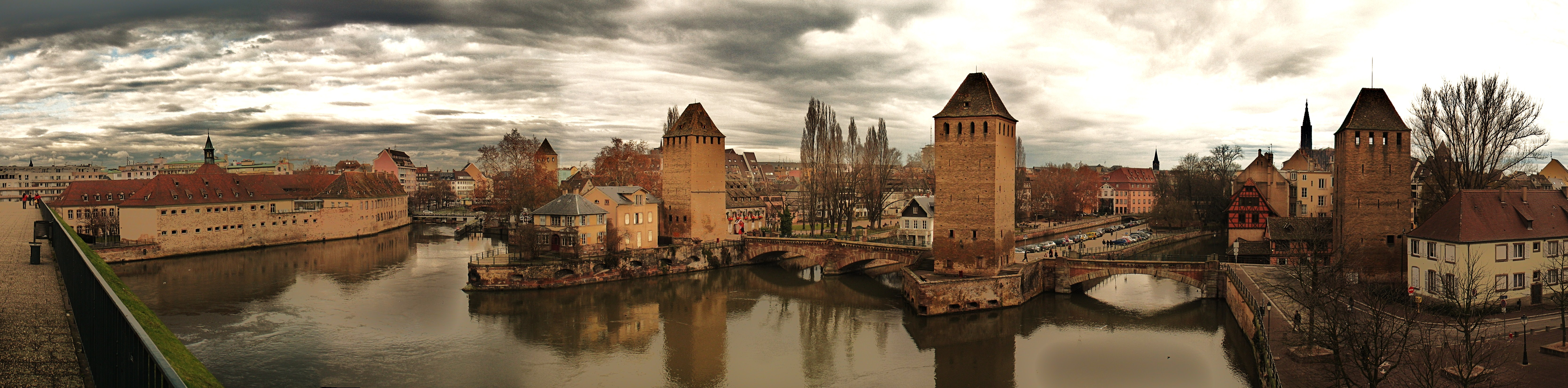
ЭНА в Страсбурге

## Ассоциации выпускников ЭНА
Выпускники ЭНА объедились в различные ассоциации (общественные организации).

### Французская Ассоциация выпускников ЭНА
Наибольшей популярностю пользуется французская Ассоциация выпускников ЭНА, расположенная в Париже по адресу: 226 Boulevard Saint-Germain, 75007 Paris

#### Фотогалерея штаб-квартиры французской Ассоциации выпускников ЭНА

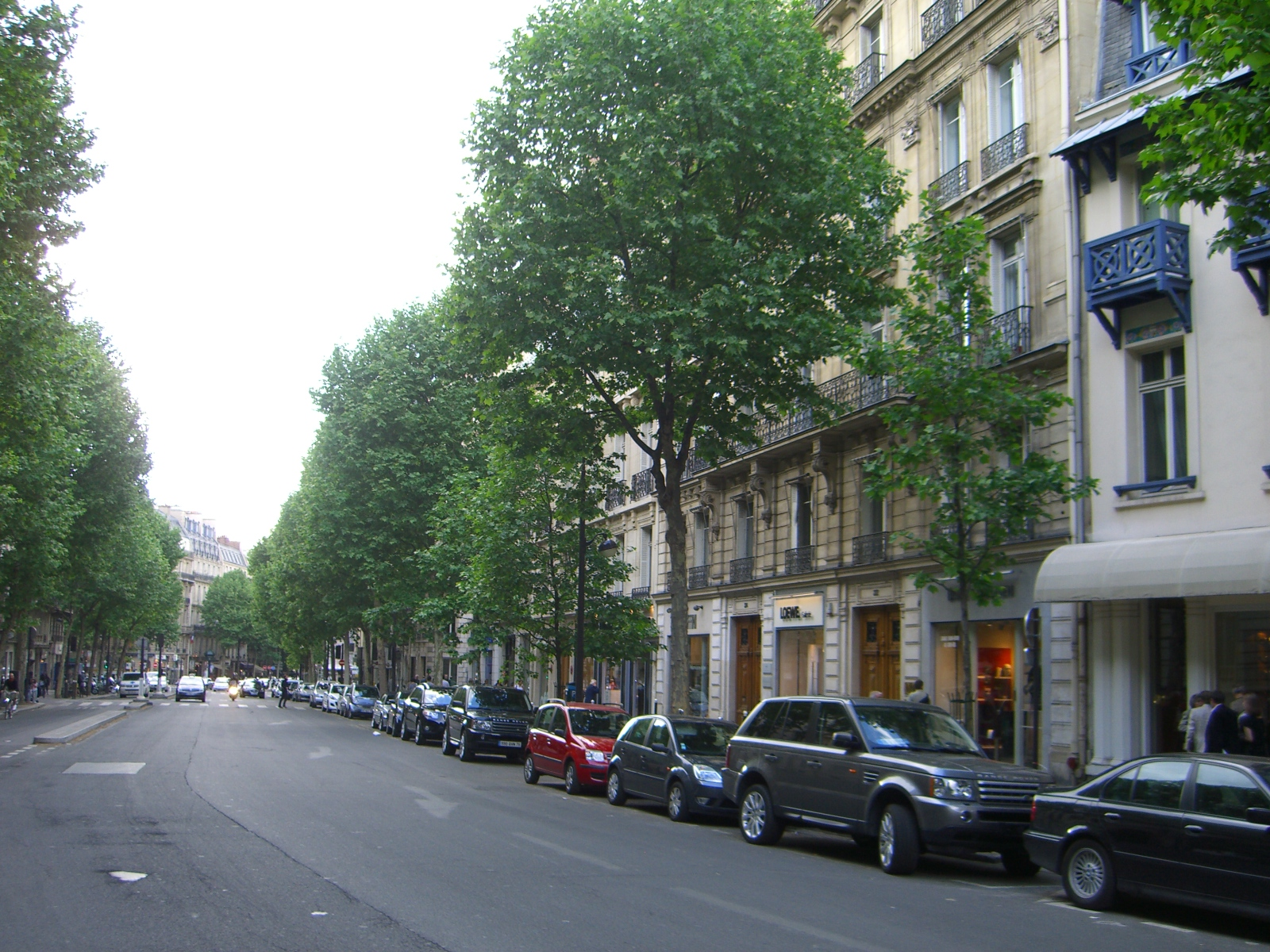
№226 по Бульвару Сен-Жермэн в Париже, где располагается штаб-квартира французской Ассоциации выпускников ЕНА
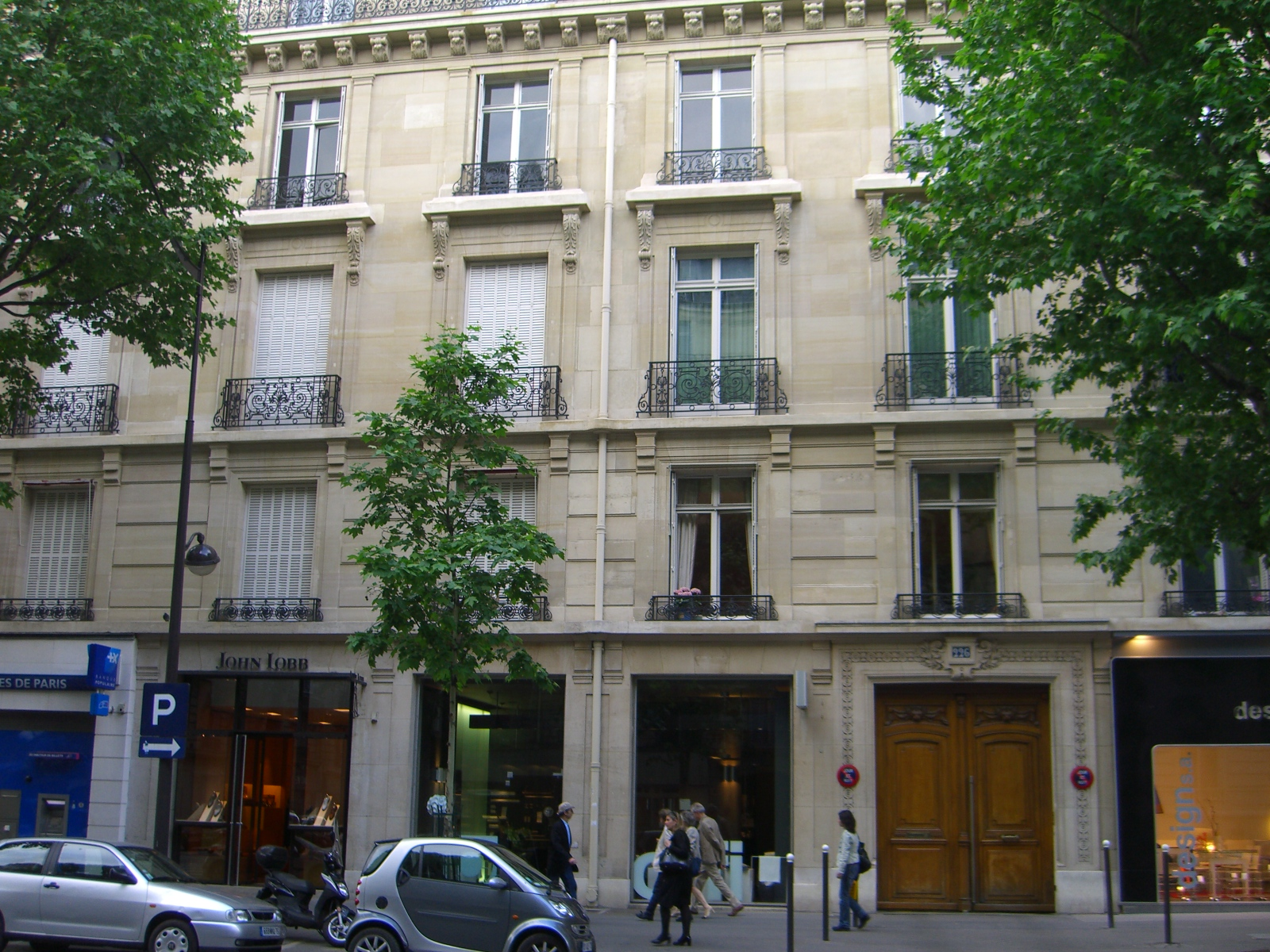
№226 по Бульвару Сен-Жермэн в Париже, где располагается штаб-квартира французской Ассоциации выпускников ЕНА
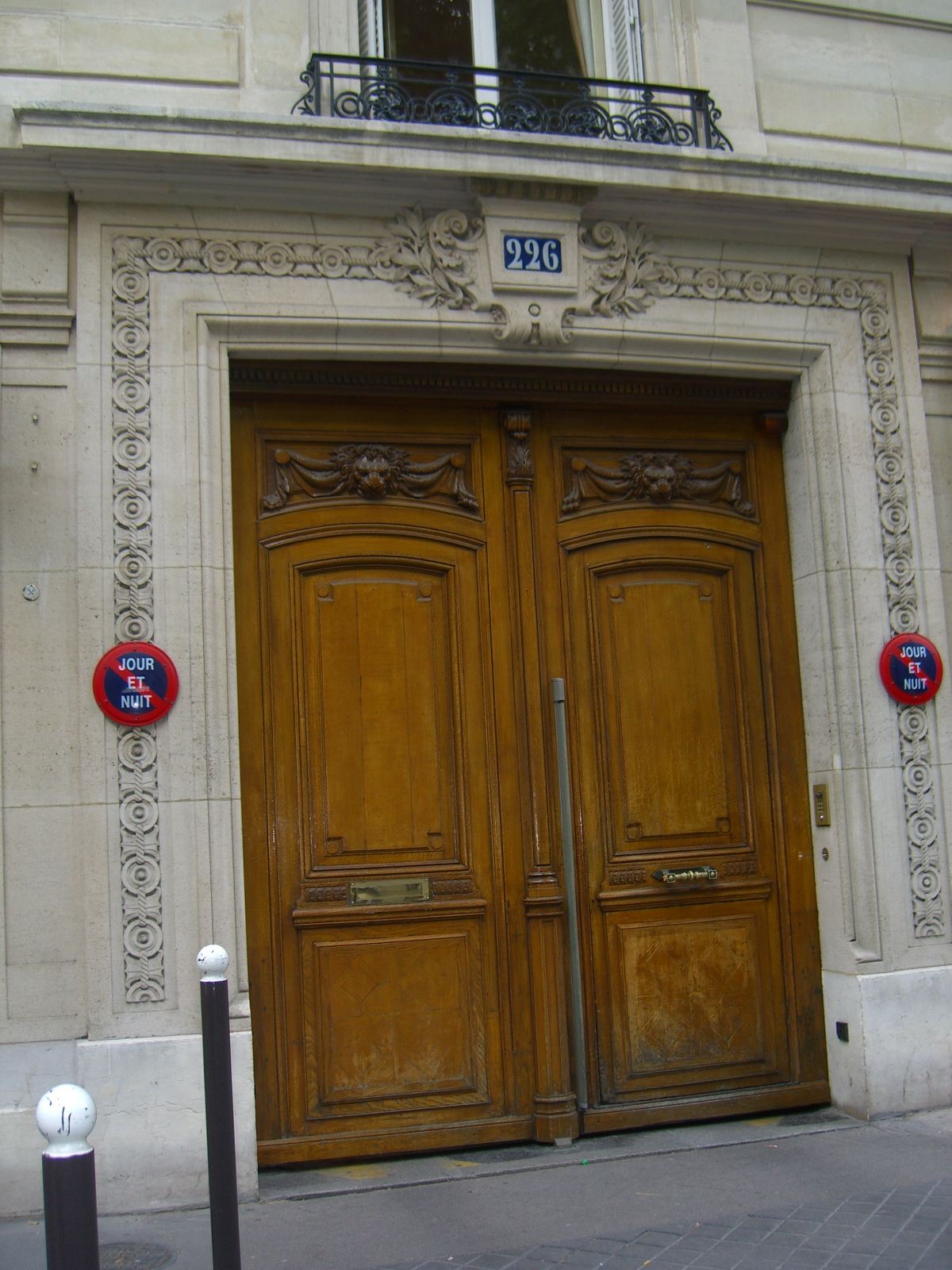
№226 по Бульвару Сен-Жермэн в Париже, где располагается штаб-квартира французской Ассоциации выпускников ЕНА
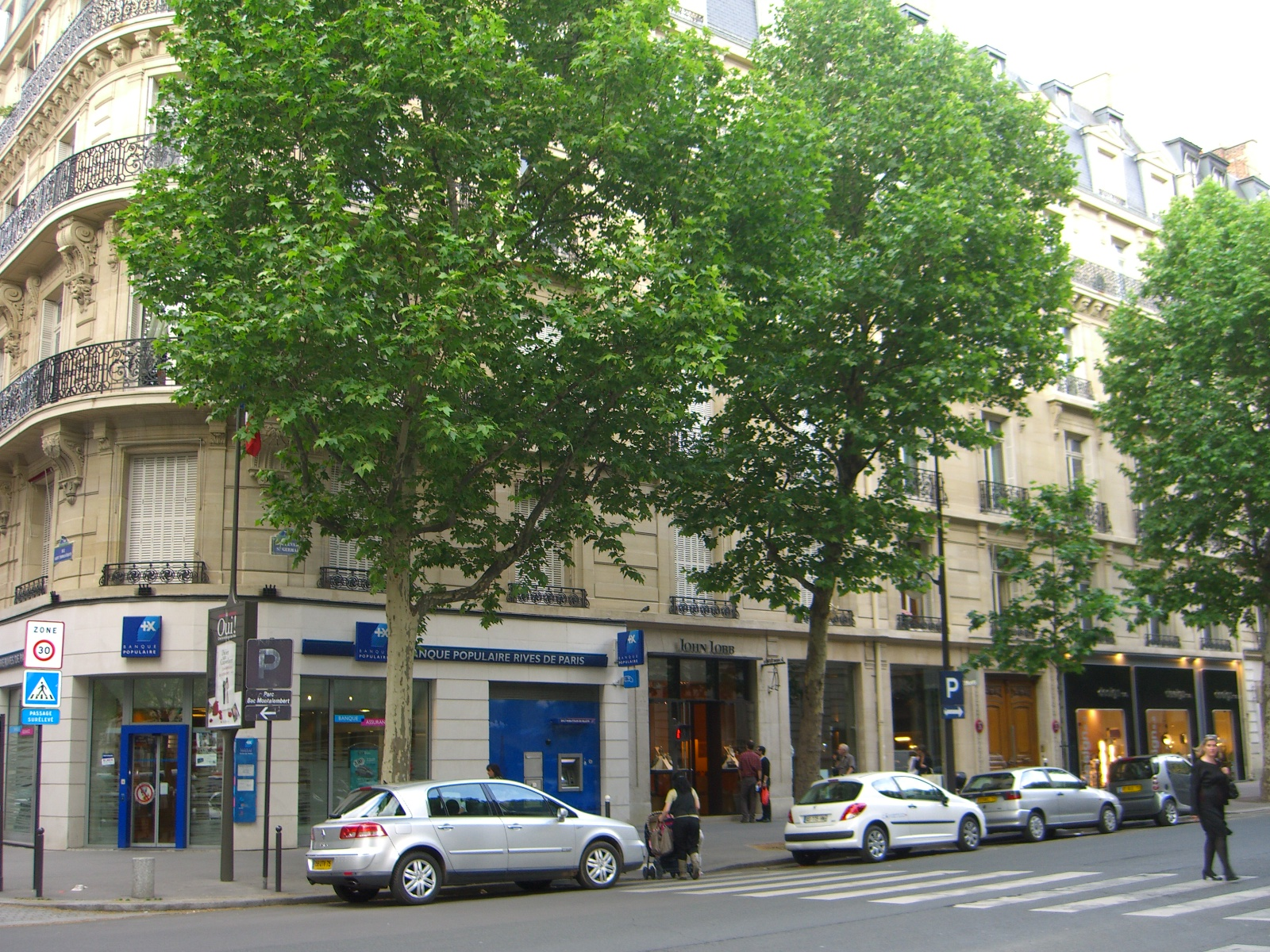
№226 по Бульвару Сен-Жермэн в Париже, где располагается штаб-квартира французской Ассоциации выпускников ЕНА

#### Издательская деятельность

##### Справочник Ассоциации выпускников ЭНА
Одним из важнейших направлений деятельности Ассоциации выпускников ЭНА является издание ежегодного справочника, в котором собираются актуализированные сведения обо всех выпускниках и о слушателях текущих наборов в ЭНА. Справочник издаётся тиражом 5-6 тысяч экземпляров. Все члены Ассоциации, уплатившие годовые членские взносы, получают справочник автоматически по почте. Его также можно заказать за отдельную плату.

##### Журнал «ЭНА вне своих стен»
Ассоциация выпускников ЭНА выпускает ежемесячный иллюстрированный журнал в глянцевой обложке «ЭНА вне своих стен» (фр. ENA hors les murs). Все члены Ассоциации, уплатившие годовые членские взносы, могут подписаться на журнал по льготному тарифу. Его также может заказать любое лицо за повышенную плату

#### Наиболее известные французские выпускники ЭНА

##### Руководители международных организаций и международные чиновники высшего уровня
- Паскаль Лами, с 1999 года по 2004 год — член Комиссии ЕС — еврокомиссар по торговле, генеральный директор ВТО с 2005 года до 2009 года
- Жан-Клод Трише, В 1993 году назначен управляющим Банком Франции (первый срок) и управляющим Всемирным банком (до 1995 года). В 1998 году вошёл в состав управляющего совета Европейского центрального банка (ЕЦБ). В 1999 году избран на второй срок на должность управляющего Банком Франции. С 2003 года президент Европейского центрального банка.
- Жан Лемьер, президент ЕБРР с 2000 года по 2008 год
- Жак де Ларозьер, Генеральный директор МВФ с 1978 года по 1987 год, управляющим Банком Франции с 1987 года по 1993 год, президент ЕБРР с 1993 года по 1998 год
- Мишель Камдессю, Генеральный директор МВФ (три срока с 1987 года по 2008 год), почётный управляющий Банком Франции

##### Президенты Франции
- Валери Жискар д’Эстен — выпуск имени Европы (1951)
- Жак Ширак — выпуск имени Вобана (1959)
- Франсуа Олланд — выпуск имени Вольтера (1980)
- Эмманюэль Макрон — выпуск имени Леопольда Седар Сенгора (2004)

##### Премьер-министры Франции
- Эдуар Баладюр — выпуск имени Франция-Африка (1957)
- Мишель Рокар — выпуск имени 18 июня (1958)
- Жак Ширак — выпуск имени Вобана (1959)
- Лионель Жоспен — выпуск имени Стендаля (1965), первый секретарь Социалистической партии Франции в 1981—1988.
- Ален Жюпе — выпуск имени Шарля де Голля (1972), французский правый политик, деятель «Объединения в поддержку Республики», а затем «Союза за президентское большинство», премьер-министр Франции (1995—1997), бывший министр иностранных дел Франции, в настоящее время мэр города Бордо. С 18 мая по 18 июня 2007 года был государственным министром и министром по делам окружающей среды.
- Лоран Фабиус — выпуск имени Франсуа Рабле (1973)
- Доминик де Вильпен — выпуск имени Вольтера (1980)

##### Действующие и бывшие министры Франции
- Валери Пекресс — министр высшего образования, министр бюджета Франции в кабинете Франсуа Фийона в 2007—2012 годах, проходила стажировку по линии ЭНА в посольстве Франции в Москве в 1990—1991 годах.
- Эрве де Шаретт — депутат от Мэн-э-Луар, министр жилищного строительства в кабинете Эдуара Балладюра с 1993 по 1995, министр иностранных дел в кабинете Алена Жюппе с 1995 по 1997.
- Жан-Бернар Рэмон — французский консервативный государственный и политический деятель, дипломат. министром иностранных дел во втором кабинете Жака Ширака с 20 марта 1986 года по 12 мая 1988 года, был французским послом во многих государствах в 1970-х — 1990-х, и был депутатом Национального собрания Франции с 1993 года по 2002 год.

##### Высшие государственные чиновники
- Клод Геан (фр. Claude Guéant) , Генеральный секретарь Елисейского дворца — руководитель администрации Президента Франции, которого во Франции считают вторым лицом после Николя Саркози, его «серым кардиналом» и фактически реальным Премьер-министром[25]
- Жан-Поль Фожер (фр. Jean-Paul FAUGERE), Директор кабинета Премьер-министра, советник Государственного совета[26].

##### Ведущие политики и общественные деятели Франции
- Мартина Обри — бывший министр, первый секретарь Социалистической партии Франции
- Сеголен Руаяль — председатель региона Пуату-Шаранта, кандидат в президенты на выборах 2007 года
- Жак Аттали, начиная с 1981 года, советник в кабинете (аппарате) Президента Франции Франсуа Миттерана. Является членом Бильдербергского клуба. В апреле 1991 года стал первым главой «Европейского Банка Реконструкции и Развития».
- Жан-Пьер Шевенман — французский левый политик, один из основателей и член Социалистической партии Франции, основатель и президент «Движения граждан» Президент Фонда Res Publica.

##### Видные дипломаты
- Николя Шибаефф (фр. Nicolas Chibaeff) — Генеральный комиссар французского оргкомитета[27] по проведению Года России во Франции и Года Франции в России[28], бывший советник по науке и культуре посольства Франции в России в ранге советника-посланника .
- Моктар Уан — министр иностранных дел и международного сотрудничества Республики Мали (2004—2011). Председатель Совета Безопасности Организации Объединенных Наций (сентябрь 2000 — декабрь 2001).

###### Послы Франции в СССР
- 1979—1981 Анри Фроман-Мёрис (фр. Henri Froment-Meurice) — выпуск 1949 года
- 1985—1986 Жан-Бернар Рэмон (фр. Jean-Bernard Raimond) — выпуск 1956 года
- 1986—1988 Ив Панье (фр. Yves Pagniez) — выпуск 1954 года
- 1989—1991 Жан-Мари Мерийон (фр. Jean-Marie Mérillon) — выпуск 1951 года
- 1991—1992 Бертран Дюфурк (фр. Bertrand Dufourcq) — выпуск 1961 года

###### Послы Франции в России
- 1991—1992 Бертран Дюфурк (фр. Bertrand Dufourcq) — выпуск 1961 года
- 1992—1996 Пьер Морель (фр. PierreMorel) — выпуск 1971 года. Был послом в Китае, в 2002—2006 — послом при Святом престоле. С 2006 года является специальным представителем Европейского союза по Центральной Азии при Европейской комиссии.
- 1996—2000 Юбер Колен де Вердьер (фр. Hubert Colin de Verdière) — выпуск 1970 года
- 2000—2003 Клод Бланшмэзон (фр. Claude-Marie Blanchemaison) — выпуск 1973 года
- 2003—2006 Жан Каде (фр. Jean Cadet) — выпуск 1972 года
- 2006—2008 Станислас Лёфевр де Лабулэ (фр. Stanislas Lefebvre de Laboulaye) — выпуск 1980 года
- 2009—2013 Жан де Глиниасти (фр. Jean de Gliniasty) — выпуск 1975 года
- 2013—2017 Жан-Морис Рипер (фр. Jean-Maurice Ripert) — выпуск 1980 года

### Ассоциации иностранных выпускников ЭНА
Во многих странах мира созданы и работают ассоциации иностранных выпускников ЭНА.
За период с 1991 по 2008 годы среди почти трёх тысяч иностранцев полное обучение по двум основным курсам в ЭНА прошло 35 россиян, в том числе 24 — продлённый международный курс и 11 — укороченный курс повышения квалификации
В 2005 году, при участии тогдашнего директора ЭНА Дюрлемана, в России было объявлено о создании Российской ассоциации выпускников ЭНА. Однако нет практически никаких достоверных данных о её реальном существовании и на страничке выпускников ЭНА на официальном сайте школы сведений о ней не содержится.

#### Известные иностранные выпускники ЭНА
- Тея Цулукиани — министр юстиции Грузии (2012—2020)
- Нисефор Дьедонне Согло — президент Бенина с 4 апреля 1991 года по 4 апреля 1996 года
- Эдуар Коджови Коджо — выпуск имени Блеза Паскаля 1964 года, премьер-министр Того (1994—1996, 2005—2006)
- Карин Кнайсль — выпуск имени Леона Гамбетта 1993 года, министр иностранных дел Австрии в 2017-2019 гг.